# Joseph E. Ransdell
Joseph Eugene Ransdell, född 7 oktober 1858 i Alexandria, Louisiana, död 27 juli 1954 i Lake Providence, Louisiana, var en amerikansk demokratisk politiker. Han representerade delstaten Louisiana i båda kamrarna av USA:s kongress, först i representanthuset 1899–1913 och sedan i senaten 1913–1931.
Ransdell utexaminerades 1882 från Union College i Schenectady, New York. Han studerade sedan juridik och inledde 1883 sin karriär som advokat i Lake Providence.
Kongressledamot Samuel T. Baird avled 1899 i ämbetet och efterträddes av Ransdell. Han efterträdde sedan 1913 Murphy J. Foster som senator för Louisiana. Han omvaldes 1918 och 1924. Huey Long besegrade Ransdell i demokraternas primärval inför senatsvalet 1930 med 57,3 procent av rösterna mot 42,7 procent för Ransdell.
Ransdell är begravd på Lake Providence Cemetery i Lake Providence.